# Sphalloplana weingartneri
Sphalloplana weingartneri är en plattmaskart. Sphalloplana weingartneri ingår i släktet Sphalloplana och familjen Planariidae. Inga underarter finns listade i Catalogue of Life.